# Городея (футбольний клуб)
«Городея» (біл. ФК Гарадзея) — білоруський футбольний клуб із однойменного селища міського типу Мінської області, заснований 2004 року. З 2015 року клуб грав у Вищій футбольній лізі Білорусі. В 2021 році клуб припинив свої виступи через припинення фінансування.

## Історія
Команда була заснована в 2004 році як футзальний клуб. Спочатку клуб грав у чемпіонаті Мінської області, згодом білоруському чемпіонаті та кубку з мініфутболу.
У 2007 році клуб дебютував у чемпіонаті Мінської області та Кубку Білорусі з футболу. З 2008 року виступав у Другій лізі Білорусі, а після перемоги у 2010 році дебютував у Першій лізі Білорусі.
2015 року, посівши друге місце у Першій лізі, футбольний клуб «Городея» дебютував у Вищій лізі. За результатами сезону Вищої ліги Білорусі 2016 року клуб посів дев'яте місце.